# 93 (عدد)
93 (ثلاثة وتسعين) هو عدد طبيعي يلي العدد 92 ويسبق العدد 94.